# Matrone di Pitane
Matrone di Pitane (in greco antico: Μάτρων?, Mátron; Pitane, ... – 300 a.C.?) è stato un poeta greco antico attivo nella seconda metà del IV secolo a.C.

## Biografia
Nativo di Pitane, in Asia Minore, visse probabilmente tra il regno di Alessandro Magno e la piena epoca dei Diadochi e fu probabilmente in contatto con l'ambiente politico radicale ateniese del periodo, come comprovato dalla citazione, nei suoi versi, del politico Stratocle, esponente proprio di quella corrente e attivo tra il 324 e il 301 a.C. come sostenitore di Demetrio Poliorcete.
Data certa per collocarlo in quest'epoca è il 305 a.C., epoca della vittoria dell'atleta Antenore, che egli cita come noto termine di paragone insieme ad un altro olimpionico, Astianatte, attivo in quel tornio di tempo e definito, dalle fonti, periodonikes ("invincibile"); sicché è evidente come Matrone utilizzi degli atleti come termini di paragone di forza. Dai frammenti traspare anche una buona conoscenza delle pratiche del bel mondo ateniese, ruotante intorno alla dirigenza radicale filomacedone ed a parassiti ed etere di alto bordo, esperte anche di arti e danza.

## Opere
Matrone fu autore di parodie omeriche in esametri, ispirate al criterio del centone, ossia della composizione di testi con versi omerici, rielaborati ad esprimere contenuti diversi e, spesso, interpolati con inserzioni di termini o emistichi lontani dal senso originario. Ci restano, oltre a sei frammenti di breve estensione, 122 versi del poemetto Un banchetto attico - probabilmente completo e modellato sull'Iliade -, tutti trasmessi da Ateneo.
Il Banchetto, la cui apparente brevità sembrerebbe indice di citazione incompleta, sembra, come detto, modellato sulla struttura dell'Iliade, il che indicherebbe, invece un poemetto in sé compiuto:

1-3. Proemio, ispirato a quello odissiaco, con un gioco di parole volto ad evidenziare il banchetto luculliano offerto dall'oratore Senocle;

4-10. Presentazione di convitati e ambiente, tra i quali Stratocle e il parassita Cherefonte, noti al lettore contemporaneo da allusioni nei poeti comici coevi;

11-13. Primo intermezzo;

14-17. Inizio della battaglia;

18-21. Prima aristia di Matrone;

21-29. Aristie varie;

29-32. Monomachia tra Matrone e Stratocle: il duello, che parodia quello celebre tra Ettore e Aiace, mira a colpire Stratocle, oratore del demo di Diomea e figlio di Eutidemo, che fu un capomassa ateniese e visse tra il 355 ed il 285. Di famiglia agiata, fu uno dei grandi sostenitori del dominio macedone in Atene;

33-45. Discesa degli dei in battaglia. Quest'ultima "teomachia" risulta tra i brani più comici, per la mistione tra stile "basso" ed epico:
la figlia di Nereo

e poi le seppie

di trecce bionde, e, con voce umana,

la dea ittica

che distinguere sa bianco dal nero.

E vidi Tizio,

il glorioso grongo di palude,

sdraiato in casseruola: esso giacea

su nove tavolini. E sulle orme

di lui ancora giunse la dea pesce

di bianche braccia, lei, l'anguilla, che

si vantava di esser stata amata

tra le braccia di Zeus, dal Lago Copais,

casa della tribù delle anguille

selvatiche. Era enorme, e due eroi

che aveano gareggiato dentro i giochi,

quali ad esempio Antenore e Astianatte,

in grado non sarìan di sollevarla

con gran facilità su di un carrello.»
46-49. Aristia del cuoco;

50-59. Scene di massa;

59-75. Pesci valenti;

76-88. Altre scene di massa;

89-94. Seconda monomachia di Matrone;

95-101. Aristia del parassita Cherefonte, tra l'altro noto al pubblico coevo per aver scritto un trattato culinario in 375 righi di prosa e per noi perduto;

102-115. Tregua;

116-120. Atena in veste di focaccia;

121-122. Arrivo delle etere-Amazzoni.

I frammenti di Matrone offrono spunti non solo sul periodo postclassico, in gran parte dimenticato e oscuro, specie per il genere della parodia, ma anche nella storia ateniese del IV secolo, sul ruolo del cibo e pranzo nell'antichità, e sulla storia del testo di Omero e la ricezione dell'Iliade e Odissea nel periodo pre-alessandrino. In quest'ultimo ambito, la lettura che Matrone fa dei poemi omerici mostra, sulla scorta dei versi scelti - derivanti da episodi romanzeschi o carichi di drammaticità -, che il pubblico dell'inizio del III secolo iniziava a leggere Omero per le grandi emozioni umane dipinte nei due poemi.